# آل سكان (نهم)
آل سكان هي إحدى قرى عزلة عيال غفير بمديرية نهم التابعة لمحافظة صنعاء، بلغ تعداد سكانها 281 نسمة حسب تعداد اليمن لعام 2004.